# Володимирська волость (Єлисаветградський повіт)
Володимирська волость — історична адміністративно-територіальна одиниця Єлизаветградського повіту Херсонської губернії із центром у селі Володимирівка.
Станом на 1886 рік складалася з 9 поселень, 10 сільських громад. Населення — 2526 осіб (1250 чоловічої статі та 1276 — жіночої), 445 дворових господарства.
|                     | Площа, десятин | У тому числі орної, дес. |
| ------------------- | -------------- | ------------------------ |
| Сільських громад    | 2520           | 2007                     |
| Приватної власності | 8590           | 3770                     |
| Казенної власності  | 48             | —                        |
| Іншої власності     | 32             | 30                       |
| Загалом             | 11180          | 5807                     |

Основні поселення волості:
- Володимирівка (Княжине, Левшине) — колишнє власницьке село при річці Дідова Балка за 72 верст від повітового міста, 454 особи, 117 дворових господарств, православна церква, школа, 2 лавки.
- Аврамівка — колишнє власницьке село, 198 осіб, 43 дворових господарства, школа.
- Іванівка (Селевіна) — колишнє власницьке село при річці Дідова Балка, 318 осіб, 60 дворових господарств, школа.
- Осикувате — колишнє власницьке село при річці Осикувата, 525 осіб, 100 дворових господарств.

За даними 1896 року у волості налічувалось 29 поселень, 1042 дворових господарства, населення становило 5963 особи.